# Těchlovice, Děčín
Těchlovice là một làng thuộc huyện Děčín, vùng Ústecký, Cộng hòa Séc.